# هاني بسيسو
هاني بسيسو (1929- 1970) هو عضو في حركة الإخوان المسلمين، فلسطيني من مواليد قطاع غزة. حاصل على شهادة البكالوريوس والماجستير من كلية الحقوق في جامعة القاهرة وتخرج عام 1951. وكان أول مراقب عام ومسؤول لجماعة الإخوان المسلمين في قطاع غزة بين الأعوام (1955-1963). ثم أصبح رئيساً لتنظيم الإخوان في فلسطين من العام 1963 وحتى 1970، وكان نائب رئيس رابطة طلبة فلسطين في مصر.

## حياته ودراسته
ولد بسيسو في حي الشجاعية في مدينة غزة لأسرة متدينة، حيث كان والده شيخًا أزهريًا ومحامياً شرعياً في منطقة الشجاعية، ودرس المرحلتين الأساسية والثانوية في مدارس قطاع غزة، وحصل على المركز الأول في الثانوية العامة بالقسم الأدبي من مدرسة الأمام الشافعي في مدينة غزة عام 1947، فقرّرت الإدارة المصرية أن ترسله على حساب الحكومة ليكون أول مبعوث فلسطيني في الجامعات المصرية مجاناً، وتخرج سنة 1951 من كلية الحقوق من جامعة القاهرة بدرجة البكالوريوس، ثم حصل منها على درجة الماجستير في القانون. وتزوج من (سعدية سيد الصفطاوي) أخت زميله في التدريس ورفيقه في الدعوة محمد الصفطاوي، وعمل مديرًا ومدّرسا في مدرسة النجاة الأهلية في مدينة الزبير في العراق.

## مع جماعة الإخوان المسلمين
انتمى لجماعة الاخوان المسلمين أثناء دراسته الجامعية في مصر عام 1949، وانخرط في نشاطها الدعوي والتربوي، وكان عضوًا في قسم الإتصال بالعالم الإسلامي وقسم طلبة البعوث الإسلامية في المركز العام للإخوان المسلمين في القاهرة، ونشط على صعيد العمل الطلابي الفلسطيني في مصر، فكان نائبًا لرئيس رابطة طلبة فلسطين في مصر، ومسؤولًا عن طلبة الإخوان المسلمين الفلسطينيين في الجامعات المصرية، وهو حلقة الوصل بينهم وبين إخوان مصر، وكانت له جهود في تعزيز الوجود الإخواني في العراق، وكان المسؤول الأول للإخوان المسلمين في قطاع غزة بين عامي (1955-1962)، ثم رئيسًا لتنظيم الإخوان المسلمين الفلسطينيين ( يضمن الفلسطينيين من قطاع غزة والدول العربية باستثناء الأردن) عام 1963.

## سجنه ووفاته
إعتقلته السلطات العراقية أثناء حكم عبد الكريم قاسم، ثمَّ إعتقلته المخابرات المصرية عام 1965 مع أربعين فلسطينيًا منهم عبد الرحمن بارود بتهمة التآمر على نظام الحكم عقب اعتقال سيد قطب ومجموعته، وتعرض لتحقيق قاس، وحكم عليه بالسجن ثلاث سنوات، ورفضت السلطات المصرية الإفراج عنه رغم انتهاء مدة محكوميته، وأثناء سجنه أصيب بمرض الحمى الشوكية، وتوفي في سجن مزرعة طرة عام 1970، ودُفن في مصر.